# Инверсия относительно сферы

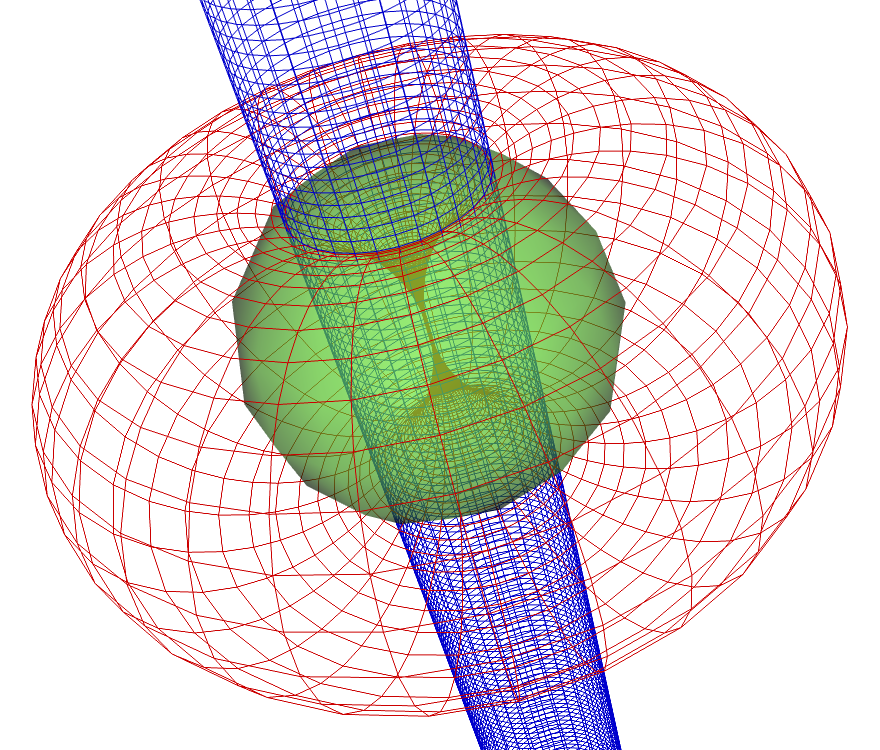
Инверсия цилиндра, проходящего через сферу.

Инверсия относительно сферы — это преобразование евклидова пространства, которое оставляет неподвижными точки сферы, переводя точки внутри сферы в точки вне сферы и наоборот. Инверсия есть конформное отображение и является базовой операцией в инверсивной геометрии.

## Определение
Инверсия относительно сферы проще всего описать с помощью полярных координат.  Выберем систему аффинных координат так, чтобы центр сферы лежал в начале координат, а радиус сферы был равен 1. Тогда любая точка может быть записана в виде rv, где r есть расстояние от точки до начала координат, а v является единичным вектором. Для любой точки, отличной от начала координат, такое представление точки существует и единственно. Если дано такое представление точки, её образ при сферической инверсии определяется как точка r−1v. Это определяет гомеоморфизм из {\displaystyle \mathbb {R} ^{n}\setminus \{0\}} в себя. Как отображение евклидова пространства в себя, сферическая инверсия не определена в начале координат, но можно расширить её до {\displaystyle {\overline {\mathbb {R} ^{n}}}}, одноточечного компактного расширения пространства {\displaystyle \mathbb {R} ^{n}}, если считать, что точка 0 отображается на бесконечность, а бесконечность отображается в 0. Тогда сферическую инверсию можно рассматривать как гомеоморфизм пространства {\displaystyle {\overline {\mathbb {R} ^{n}}}}.
Будем называть (для краткости) центр сферы, относительно которой осуществляется инверсия, центром инверсии.

## Свойства
Инверсия является инволюцией и оставляет неподвижными точки, лежащие на сфере.  Инверсия прямой, не проходящей через центр инверсии, является окружностью, проходящей через центр инверсии и наоборот. Инверсия плоскости, не проходящей через центр инверсии, является сферой, проходящей через центр рассматриваемой сферы, и наоборот. В других случаях инверсия окружности является окружностью, а инверсия сферы является сферой.
Инверсия относительно сферы является мощным преобразованием. Простым примером является проективное отображение.
Обычно проекция с северного или южного полюса является инверсией Земли на плоскость. Если вместо полюса использовать центр и мы выберем город, то инверсия даст карту, где каждый кратчайший маршрут (большие окружности) для перелёта появляется как прямые линии.

## Результаты инверсии относительно сферы
1. Если некоторая точка A при инверсии отображается на точку B, то точка B при этом отображается на точку A.
2. Каждая точка на сфере инверсии отображается на саму себя.
3. Прямая, проходящая через центр инверсии, переходит в себя.
4. Прямая, не проходящая через центр инверсии, переходит в окружность, проходящую через центр инверсии.
5. Инверсией окружности, проходящей через центр инверсии, будет прямая.
6. Инверсией окружности, не проходящей через центр инверсии, будет окружность.
7. Плоскость, проходящая через центр инверсии, переходит в себя.
8. Плоскость, не проходящая через центр инверсии, переходит в сферу, проходящую через центр инверсии.
9. Инверсией сферы, проходящей через центр инверсии, является плоскость.
10. Инверсией сферы, не проходящей через центр инверсии, является сфера.